# Fort Saint-Jacques
 (novembre 2023).
Si vous disposez d'ouvrages ou d'articles de référence ou si vous connaissez des sites web de qualité traitant du thème abordé ici, merci de compléter l'article en donnant les références utiles à sa vérifiabilité et en les liant à la section « Notes et références ».
Le fort Saint-Jacques est construit à l'embouchure de la rivière Rupert dans la baie James (aujourd'hui au Québec) en 1668.  C'était le premier poste de traites de la Compagnie Baie d'Hudson sous la direction de Médard Chouart des Groseilliers. Il fut appelé le Fort Charles et était le premier établissement d'Européens dans le nord du Canada. Le fort fut capturé par les Français en 1686, et fut sous leur contrôle jusqu'en 1713.  C'est sous ce règne qu'il fut baptisé le fort Saint-Jacques.